# Конде, Мануэль
Мануэль Конде (настоящие имя и фамилия — Мануэль Урбано) (таг. Manuel Conde; 9 октября 1915, Даэт Северный Камаринес — 11 августа 1985, Манила) — филиппинский актёр, режиссёр, сценарист и кинопродюсер. Народный (национальный) художник в области кинематографии (2009).

## Биография
В 1947 году основал собственную кинокомпанию Manuel Conde Pictures. Снял, как режиссёр, создал сценарии, продюсировал и снялся в десятках фильмов. Снял серию популярных политико-сатирических фильмов.
В конце 1950-х годов создал и снимался в ряде документальных фильмах для Информационной службы США (USIА).
В 1950 году всемирную известность получил его фильм «Чингисхан», участвовавший в конкурсной программе международного Венецианского кинофестиваля в 1952 году.

## Избранная фильмография
- 1935 — Mahiwagang Biyolin (актёр)
- 1939 — Sawing Gantimpala (режиссёр)
- 1939 — Maginoong Takas (режиссёр)
- 1940 — Binatillo (режиссёр)
- 1940 — Villa Hermosa (режиссёр)
- 1940 — Ararong Ginto (режиссёр)
- 1941 — Hiyas ng Dagat (режиссёр)
- 1941 — Prinsipe Teñoso (режиссёр)
- 1941 — Ibong Adarna (актёр)
- 1942 — Caviteno (режиссёр)
- 1946 — Orasang Ginto (актёр), (режиссёр)
- 1946 — Doon Po sa Amin (режиссёр)
- 1946 — Alaala Kita (режиссёр)
- 1946 — Ang Prinsipeng Hindi Tumatawa (режиссёр)
- 1947 — Nabasag and Banga (актёр), (режиссёр)
- 1947 — Si Juan Tamad (актёр), (режиссёр), (сценарист)
- 1948 — Juan Daldal (актёр), (режиссёр), (сценарист)
- 1948 — Vende Cristo (актёр), (режиссёр)
- 1949 — Prinsipe Paris (актёр), (режиссёр), (сценарист)
- 1950 — Genghis Khan (актёр), (режиссёр)
- 1950 — Apat na Alas (актёр), (режиссёр)
- 1950 — Чингисхан (актёр)
- 1950 — Siete Infantes de Lara (актёр), (режиссёр), (сценарист)
- 1951 — Satur (актёр)
- 1951 — Sigfredo (актёр), (режиссёр)
- 1953 — Senorito (актёр), (режиссёр)
- 1955 — Ang Ibong Adarna (режиссёр)
- 1955 — Pilipino Kostum No Touch (режиссёр)
- 1955 — Ikaw Kasi (режиссёр)
- 1956 — Handang Matodas (режиссёр)
- 1956 — Krus na Kawayan (актёр), (режиссёр), (сценарист)[3][4]
- 1956 — Bahala Na (режиссёр)
- 1957 — El Robo (режиссёр)
- 1957 — Basta Ikaw (режиссёр)
- 1957 — Tingnan Natin (режиссёр)
- 1958 — Casa Grande (режиссёр)
- 1958 — Venganza (режиссёр)
- 1959 — Juan Tamad Goes to Congress (актёр), (режиссёр), (сценарист)
- 1960 — Juan Tamad Goes to Society (актёр), (режиссёр), (сценарист)
- 1960 — Bayanihan (режиссёр)
- 1961 — Molave (актёр), (режиссёр), (сценарист)
- 1963 — Si Juan Tamad at si Juan Masipag sa Politikang Walang Hanggan (актёр), (режиссёр), (сценарист)
- 1977 — Tadhana: Ito ang Lahing Pilipino (режиссёр), (сценарист)
- 1984 — Soltero (актёр)

## Награды
- Премия за вклад в культуру и искусство Филиппин (1979)
- Национальная премия киноакадемии Филиппин FAS Award — Lamberto Avellana Award (2007)
- Народный (национальный) художник в области кинематографии (2009)
- Президентская медаль за заслуги